# 雲龍庵
雲龍庵（うんりゅうあん、英語:Unryuan）は石川県輪島市にある、北村辰夫（きたむら たつお、1952年 - ）が創設した漆工工房である北村工房の漆工ブランド。「超絶技巧」とも称される一点物の美術工芸品としての漆工芸品を制作・販売している。2024年1月1日に発生した能登半島地震で輪島市の工房が被災したため、2024年8月時点で金沢市に工房を移して作品の制作を続けている。

## 作品
工房は日本の伝統的な漆工芸品である香箱・香合・手箱・硯箱・文台・印籠・貝桶などの他にも、現代的で斬新な意匠のものや、海外顧客の宗教的背景を受けて作られたイースターエッグや十字架をモチーフにしたものも制作している。その作品は、美しさ、精緻さ、現代ではロストテクノロジーとなっていた江戸時代から明治時代にかけての作品の再現性の高さから「超絶技巧」と評されることが多い。1つの作品に5人から10人の職人が関わり、長い物では5年の制作期間を要する。主な作品の価格は1000万円台であり最低価格のものでも100万円台からである。顧客は口コミで作品の評判を知った富裕層で、特に日本国外の富裕層の顧客が多く、全て1対1の相対取引である。外国人の顧客はプライベートジェットで来日する事も多く、中には商談の後に購入を検討するとして一旦は帰国したが購入機会を逃すまいと数日後に再来日して発注していく者もいるという。雲龍庵は作品が多くの人の眼に触れることを「目垢が付く」として嫌い、作品を雑誌やウェブサイトで積極的に公開しないが、稀に博物館や百貨店の画廊で展覧会が開催されたり、美術誌やテレビ番組で紹介されている。

## 北村辰夫
漁師の息子であった北村は1973年に輪島塗の世界に入り、1981年から古典技法の研究を開始し、1985年に北村工房を設立、1986年から印籠制作を始める。初の海外旅行で訪問したロンドンでのオークションで江戸時代の印籠と出会いその美しさと精緻さに衝撃を受け、職人と共にロストテクノロジーとなっていた作品の再現を試み3年の制作期間の後に完成させる。この印籠をヴィクトリア&アルバート博物館のキュレーターに見せたところ驚愕され、これを機に国外の美術館のキュレーターや富裕層の工房見学が相次ぐようになり、世界各地で展覧会が開催されるようになった。1992年にヴィクトリア&アルバート博物館が作品を購入。1993年から1995年にかけてロンドン、パリ、シカゴ、ウィーンで個展「UNRYUAN・THE NEW GENERATION」が開催、1996年京都の野村美術館で「伝統の中からの創造　雲龍庵作品展」、2002年にヴィクトリア&アルバート博物館で「UNRYUAN・MASTER OF TRADITIONAL JAPANESE LACQUER」が開催され、多くの美術展で作品が披露された。
2006年にNPO「漆工研究会（SKK）」を設立し代表理事に就任し、2014から2015年にかけて毛利家ゆかりの「菊蒔絵貝桶一式」復元制作事業の統括責任者（棟梁）として約50人の職人の指揮を務めた。この貝桶復元制作事業はオーストラリアのスポンサーの支援で行われたものであり、完成作は同国の美術館に寄贈され、NHK教育テレビジョンの日曜美術館やETV特集で放送された。
2015年からは北村の工房で育った若手作家などの北村が認定した高品質な職人の工芸作品を「希龍舎」というブランド名で売り出している。希龍舎の名は明治初期の美術工芸品輸出会社「起立工商会社」に由来する。
雲龍庵名義の作品はメトロポリタン美術館、ヴィクトリア&アルバート博物館、金沢21世紀美術館などにも収蔵されているが、これとは別に、北村工房は高級腕時計の製造・販売業者・独立時計師に漆で加飾を施した文字盤を提供している。2010年から天賞堂とJ-FACEシリーズを、2011年にはウォルサムと懐中時計「MINAMO（水面）」「Night and Day（日月)」を、2013年からは独立時計師のカリ・ヴティライネンと「Sarasamon（更紗紋）」「Kaen（火炎）」「Hisui（翡翠）」「Oukamon（桜花紋）」「Aki-No-Kure（秋暮）」「Yozakura（夜桜）」「Hatou（波濤）」「Green Garden」「Setsu-Getsu-Ka（雪月花）」「Ji-Ku（時空）」を、2022年にはクレドールと「SHU（朱）」を共作した。
2024年1月1日に発生した能登半島地震で輪島市の工房が被災し、金沢市に工房を移し作品制作を再開した。
2024年8月から12月まで、春日大社国宝殿において秋季特別展「春日漆の国宝と雲龍庵の漆芸―世界が認めた超絶技巧―」が開催され、春日大社に伝わる平安時代から鎌倉時代の琴や飾り太刀や鏡台などの国宝や重要文化財の漆芸作品や、江戸時代から明治時代にかけての漆芸作品と共に、雲龍庵の作品が展示された。この展覧会の企画は北村作品のコレクター、春日大社、北村の3者で予てより進められていたが、能登半島地震を受けて「復興を目指す能登地方を活気づけよう」との考えから時期を早めて開催された。

## 出演
- 『情報LIVE ただイマ! 世界のセレブを狙え！伝統工芸の新たな挑戦』 NHK総合テレビジョン 2012年5月11日
- 『ETV特集 よみがえる超絶技巧輪島塗・貝桶プロジェクトの2年』 NHK教育テレビジョン 2015年8月22日
- 『日曜美術館 漆芸の極みをもとめて～輪島塗超絶技巧への旅～』 NHK教育テレビジョン 2015年9月6日